# 塚原氏
塚原氏（つかはらし）は日本人の姓氏。苗字。氏族として幾つかの系譜がある。

## 概要
苗字としては東日本に多く分布する苗字で特に茨城県や栃木県に多い。茨城県古河市から栃木県小山市付近にかけて非常に集中して分布している。長野県塩尻市、岐阜県関市付近にも集中する。西日本ではあまり見られないが、佐賀県佐賀市付近に多く見られる。
常陸国には桓武平氏大掾氏の一族、鹿島氏の分家に塚原氏があった。家老家格の卜部氏（吉川氏）より塚原氏に養子に入り、そののち剣豪として活躍したのが塚原高幹（卜伝）である。
奥州会津の戦国大名・蘆名家臣の塚原氏は、相模三浦氏の一族である佐原義連を祖とした蜷川氏から派生したとされ、鎌倉期から戦国期にわたって蘆名氏に仕えている。
また、甲斐国には武田氏の家臣に塚原氏があった。甲斐国塚原郷発祥で、清和源氏武田氏の一族という。
その他、室町～戦国期の下総結城家臣、相模後北条家臣のなかに塚原氏の名前が見受けられる。

## 常陸大掾鹿島流塚原氏
桓武平氏平高望・国香を祖とする常陸大掾氏の一族で、最初に鹿島氏を名乗った鹿島成幹が塚原氏の祖とされる。
そして成幹から数代のち、鹿島郡塚原の地名を号した安重が初めて塚原の姓を名乗ったとされる。
その後安重の家系は代々塚原城主となり、一門衆として鹿島氏に仕えた。
剣豪として著名な塚原高幹（卜伝）はもともと鹿島氏家老の卜部氏（吉川氏）の次男であったが、
塚原城主・安幹の養子となった。
1590年（天正19年）、豊臣秀吉より常陸一国の支配権を認められた佐竹義重・義宣親子が常陸南部に割拠する大掾氏一族（いわゆる南方三十三館）の粛清を行い、同2月に鹿島城も落城。塚原城主であった塚原義安・義隆親子は討死・自刃し、塚原氏はこれによって没落した。その後帰農するもの、他家に仕官するものなどに分かれた。

## 奥州三浦流塚原氏
平安末期に会津の地を与えられた佐原義連（鎌倉幕府の有力御家人である三浦義澄の弟にあたる）から数代後（14世紀頃）、河沼郡蜷川庄（稲川庄とも）に居を構えた蘆名家臣・蜷川俊景（塚原監物）が奥州塚原氏の祖とされる。その子・塚原義景は1335年（建武2年）、鎌倉幕府第14代執権・北条高時の遺児・時行の挙兵（中先代の乱）に参加した主君・蘆名盛員に従うも、相州片瀬川の戦いにて討死を遂げる。義景の子である盛宗以降も、南北朝、室町期を経て戦国期まで代々、蘆名氏に仕えたものとされる。
また、文明年中、出羽小国に出奔した一族の塚原兵庫守は小渡村に居を構え、同17年（1484年）、沖庭山麓に沖庭大権現を建立している。この一族はその後は代々、沖庭大権現の別当職を世襲し、米沢藩上杉氏入植後は代々置賜郡小国の代官職（肝煎）となったとされ、新家、庶家は多岐にわたる。

## 甲斐源氏流塚原氏
『寛政重修諸家譜』によると、幕臣として徳川氏に仕えた塚原氏の起源は清和源氏義光流の支流の内とされる。甲斐国山梨郡塚原村（山梨県甲府市塚原町）の地名を号する塚原但馬守昌吉を祖とする。戦国時代に、昌吉とその子・昌重は武田信玄・勝頼に仕えたとされる。昌重は天正10年（1582年）月の甲斐武田氏滅亡後に徳川氏に仕え、信州上田合戦や大坂夏・冬両陣に徳川方として出陣し、武蔵国に知行地を与えられた。その子昌信の代に至って大番に列し、幕臣塚原家の基礎を作っている。
鳥羽・伏見の戦いで副総督として幕府軍の指揮を執った江戸時代末期の幕臣（若年寄並・外国奉行）塚原但馬守昌義は上記但馬守昌吉系の後裔と考えられる。なお、初代昌吉以前の系譜は定かではない。
また、1814年（文化11年）に成立した『甲斐国志』には武田氏家臣として塚原氏一門の名が残り、武田家旧臣の末裔を調査した『誠忠旧家録』にも多くの塚原氏の名があげられているものの、上記幕臣の塚原氏との関連性は定かではない。

## 諸国の塚原氏
現代の塚原氏の分布が古河市、小山市に多い理由として、鎌倉期から戦国期まで下野国に勢力を持った小山氏、戦国大名として著名な下総国の結城氏の家臣団にその名が見受けられることがあげられる（『結城戦場物語』）。また、鎌倉時代の記録である『豊後国図田帳』や、戦国期の山陽道美作の旧族草刈氏の家中など（『陰徳太平記』）、西国の記録に塚原氏が登場することから、出自は明確ではないものの、土着の豪族、ないし東国から移住したものと思しき塚原氏が存在したことがうかがえる。